# ماكس إهمر
ماكسيميليان أندرياس إهمر (بالإنجليزية: Maximilian Andreas Ehmer)‏ هو لاعب كرة قدم ألماني محترف، من مواليد 3 فبراير 1992، فرانكفورت. يلعب لنادي غيلينغهام.

## روابط خارجية
- ماكس إهمر على موقع قاعدة بيانات كرة القدم.إي يو (الإنجليزية)
- ماكس إهمر على موقع Soccerbase.com (لاعب) (الإنجليزية)
- ماكس إهمر على موقع عالم كرة القدم.نت (الإنجليزية)
- ماكس إهمر على موقع AS.com (الإسبانية)